# Pyrrhocoris
Genre
Pyrrhocoris est un genre d'insectes hémiptères hétéroptères (punaises) de la famille des Pyrrhocoridae.

## Liste des espèces
Selon BioLib (17 mai 2024) :
- Pyrrhocoris apterus (Linnaeus, 1758) — Gendarme
- Pyrrhocoris fuscopunctatus  Stål, 1858
- Pyrrhocoris marginatus (Kolenati, 1845)
- Pyrrhocoris niger Reuter, 1888
- Pyrrhocoris sibiricus  Kuschakewitsch, 1867
- Pyrrhocoris sinuaticollis  Reuter, 1885